# Рентгенограма
Рентгенограма (рос. рентгенограмма (пулюеграмма), англ. X-ray photograph, roentgenogram; нім. Röntgenaufnahme f (Pulujiaufnahme f)), також відома як Ro-грама або пулюєграма — зображення на рентгенівській плівці чи іншому детекторі (наприклад Image Plate, чи CCD) , утворене внаслідок дії на них рентгенівського (пулюєвого) проміння, що пройшло чи дифрагувало через досліджуваний об’єкт. 
Розрізняють тіньові та інтерференційні Р(П).